# Wang Xinxin
Wang Xinxin (王新欣S, Wáng XīnxīnP; Shenyang, 27 aprile 1981) è un ex calciatore cinese, di ruolo centrocampista.